# Erastvere-See
Der Erastvere-See (estnisch Erastvere järv) ist ein See im Südosten Estlands am südwestlichen Rand des Höhenzugs Otepää (Otepää kõrgustik).
Der Erastvere-See befindet sich ca. anderthalb Kilometer südöstlich von Kanepi im Kreis Põlva. Seine Fläche beträgt 16,3 Hektar. Er wird durch Regenwasser und einige Quellen auf seinem Grund gespeist.
Die tiefste Stelle des Sees befindet sich bei 9,7 m im südwestlichen Teil. Die durchschnittliche Tiefe beträgt 3,5 m im Norden des Sees. Der See fließt in den Fluss Ahja (deutsch Aya) ab.
Die Ufer des Erastvere-Sees sind meist von festem Grund, der Boden im See ist stellenweise sandig. Die unterste Wasserschicht ist sauerstofffrei. Der See ist reich an Phytoplankton und Zooplankton. 
Der See ist ein beliebtes Naherholungsgebiet und wegen seines Fischreichtums (Brachse, Flussbarsch, Rotauge, Quappe und andere) auch bei Anglern beliebt. Er steht unter Naturschutz. Am südöstlichen Ufer besteht eine Bademöglichkeit mit Park.